# RiskyKidd
Shane Schuller vagy művésznevén Riskykidd (London, 1994. június 17. –) görög-brit énekes. Ő és a Freaky Fortune duó képviselte Görögországot a 2014-es Eurovíziós Dalfesztiválon, a dán fővárosban, Koppenhágában.

## Élete
Édesapja német, édesanyja jamaicai származású. Londonban született, majd családjával Görögországba költözött.
2014. március 11-én a Freaky Fortune duóval közösen megnyerték a görög nemzeti döntőt, az Eurosong 2014 – a MAD show-t, ahol a zsűri és a nézői szavazatok együttese alakította ki a végeredményt. A négyfős versenyben mind a zsűrinél, mind a közönségnél első helyen végeztek, így 36,83 ponttal sikerült győzniük és a 2014-es Eurovíziós Dalfesztiválon, Koppenhágában ők képviselhették hazájukat. Versenydaluk a Rise Up (magyarul: Kelj fel!) volt.
2014. május 8-án, a dalfesztivál második elődöntőjében tizenharmadikként léptek színpadra, innen a 7. helyen jutottak tovább döntőbe. A május 10-i döntőben a 20. helyen végeztek.